# Looking Back With Love
Looking Back with Love es el álbum debut en solitario del cantante estadounidense Mike Love, lanzado en 1981 por Boardwalk Records. La canción "Be My Baby" fue producida por Brian Wilson, quien también canta voces.
La canción "On and On and On" es una versión de una canción de ABBA que fue influenciada directamente por la canción "Do It Again" de The Beach Boys de 1968. El álbum está descatalogado y es difícil de encontrar.

## Lista de canciones
1. "Looking Back With Love" (música: Jim Studer, Craig Thomas; letra: Dan Parker) – 3:38
2. "On and On and On" (Benny Andersson, Björn Ulvaeus) – 3:02
3. "Runnin' Around the World" (James Haymer, Blair Aaronson) – 2:48
4. "Over and Over" (Robert James Byrd) – 2:16
5. "Rockin' the Man in the Boat" (Jim Studer, Jim Arnold, Michael Brady) – 3:20
6. "Calendar Girl" (Neil Sedaka, Howard Greenfield) – 3:16
7. "Be My Baby" (Ellie Greenwich, Jeff Barry, Phil Spector) – 2:39
8. "One Good Reason" (Jim Studer, Michael Brady) – 4:08
9. "Teach Me Tonight" (Sammy Cahn, Gene De Paul) – 3:28
10. "Paradise Found" (Mike Love, Jim Studer) – 3:51

## Créditos
- Mike Love - vocal
- Brian Wilson - coros
- George Doering, Doug Heath - guitarra
- Michael Brady, Dave White - bajo
- Scott Blair, Brent Nelson - batería
- Jim Studer, Larry Fox, Blair Aaronson, Rick Johnson, Craig Harris - teclados
- Paulinho da Costa - percusión
- Tommy Morgan - armónica
- Craig Thomas - saxofón
- Jay Dee Mannis - guitarra acústica